# Škoda Yeti
Škoda Yeti – osobowy crossover klasy aut miejskich produkowany pod  czeską marką Škoda w latach 2009 – 2018.

## Historia modelu

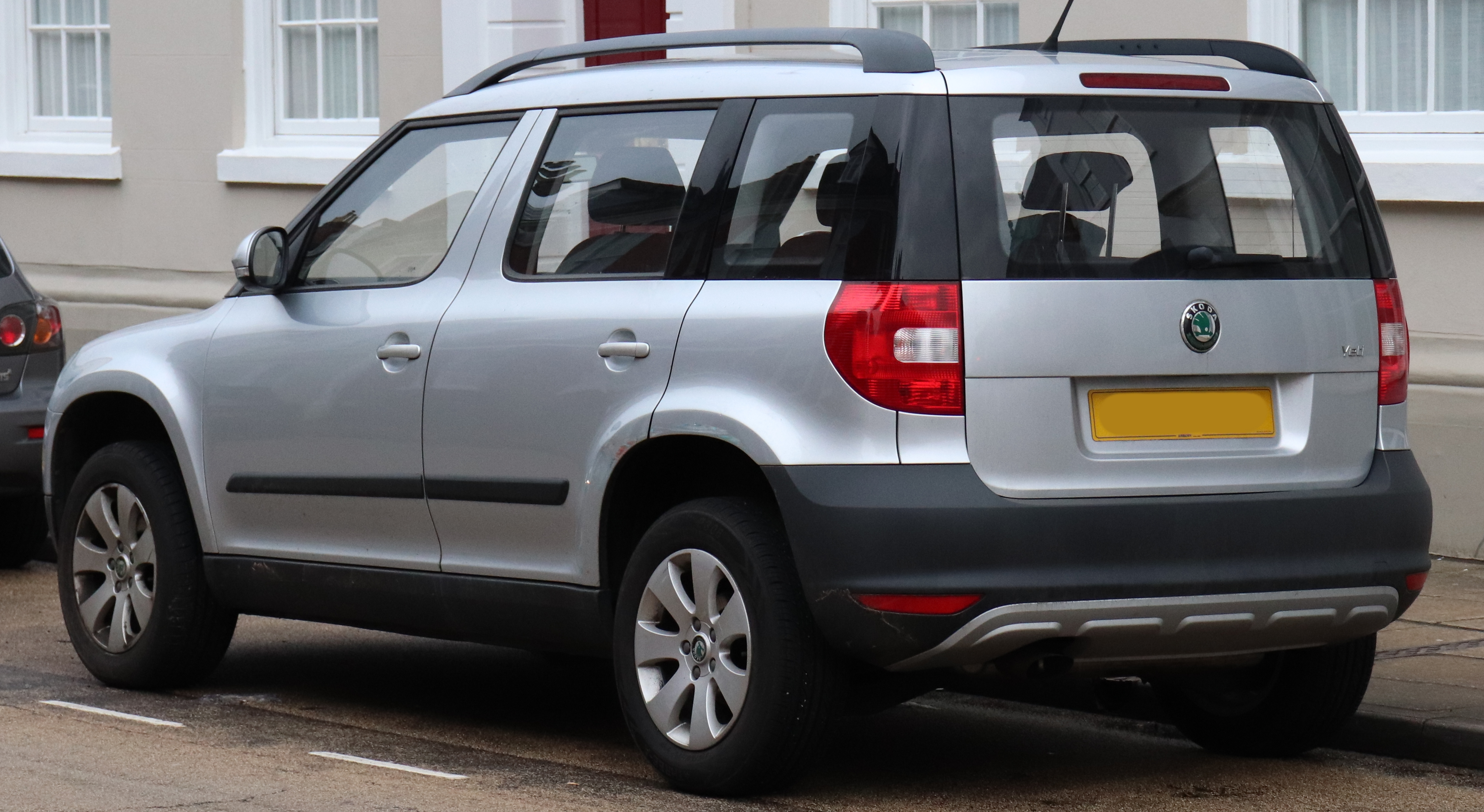
Škoda Yeti - tył

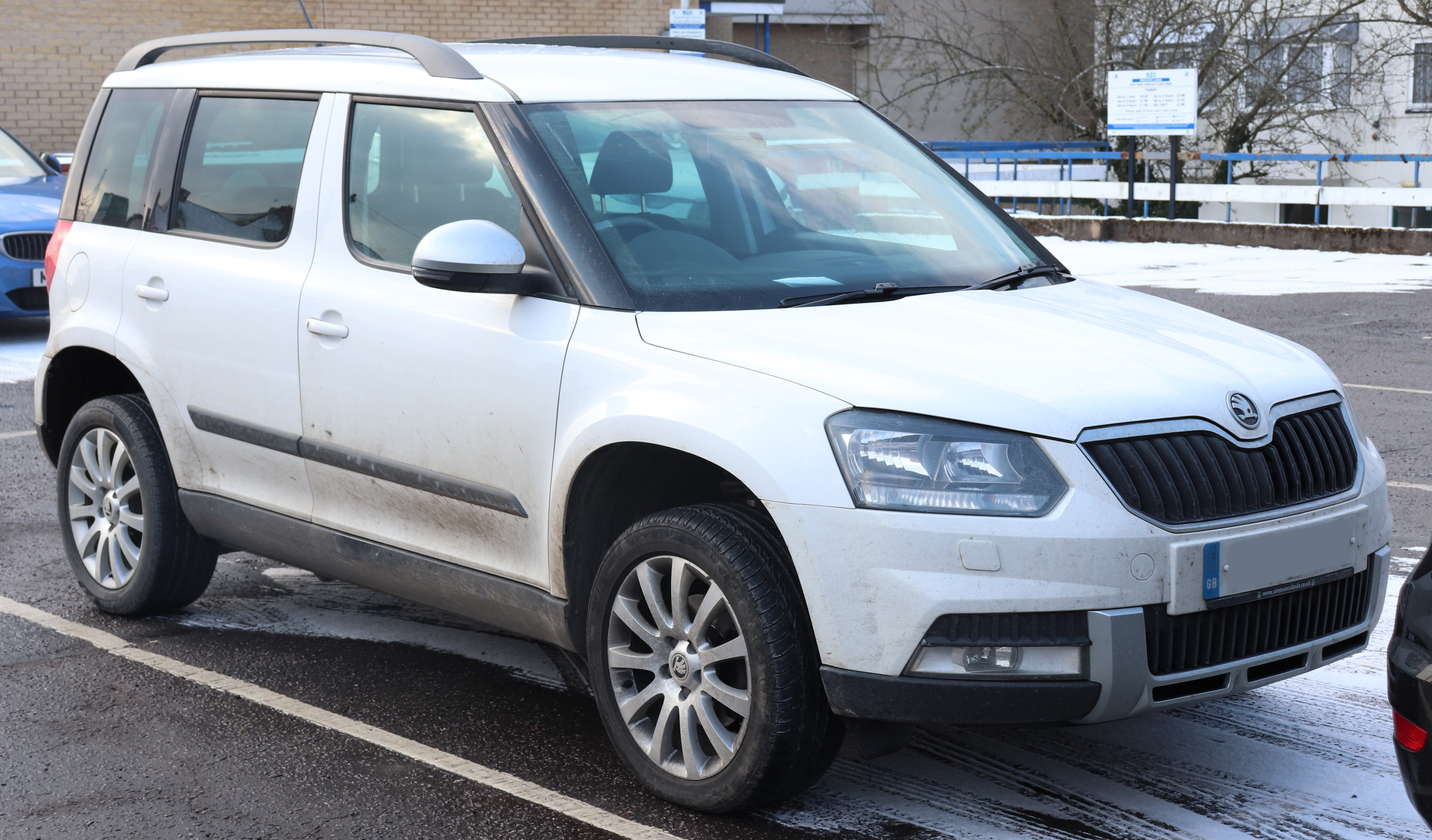
Škoda Yeti po liftingu

Pojazd został po raz pierwszy zaprezentowany jako koncept podczas targów motoryzacyjnych w Genewie w 2005 roku. Wersja produkcyjna, która zaprezentowana została podczas tych samych targów cztery lata później nie różniła się wiele od prototypu. 
Samochód został zbudowany na bazie Škody Octavia 4x4 ze zmodyfikowanym zawieszeniem. W stosunku do modelu koncepcyjnego pojazd różni się m.in. delikatnie zmienionymi reflektorami przednimi oraz zupełnie nowym wnętrzem. Pojazd został opracowany przez dwa zespoły projektowe: od pierwszego projektu do etapu modelu wystawienniczego powstawał pod okiem grupy dowodzonej przez Thomasa Ingenhalta, a normalizację projektu do wersji produkcyjnej prowadził zespół Jensa Manske.

### Lifting
Podczas targów motoryzacyjnych w Paryżu w 2012 roku zaprezentowano wersję po modernizacji. Zmieniony został m.in. przód pojazdu w którym zastosowane zostały nowe reflektory zintegrowane ze światłami do jazdy dziennej, nową atrapę chłodnicy, zderzak oraz maskę silnika. Zmodyfikowana została także klapa bagażnika, tylne lampy oraz zderzak. We wnętrzu pojazdu zastosowana została nowa kierownica, a także poszerzono listy wyposażenia standardowego oraz opcjonalnego pojazdu. Jako pierwsza Škoda auto otrzymało tylną kamerę cofania. Wersje z napędem na cztery koła otrzymały sprzęgło Haldex 5. generacji. Auto występuje w wersji miejskiej oraz terenowej, która wyróżnia się plastikowymi nakładkami na nadwoziu.
Pojazd otrzymał tytuł Czeskiego Samochodu Roku 2010.
Škoda Yeti w latach 2013–2018 wytwarzana była także w Chinach w wariancie z przedłużonym rozstawem osi pod nazwą Yeti L.

### Wersje wyposażeniowe
- Active
- Adventure
- Ambition
- Champion[5]
- E
- Easy
- Edition - wersja specjalna
- Elegance
- Experience
- Fresh
- Laurin & Klement[6]
- Monte Carlo
- S
- SE
- SE Plus
- Sochi[7]
- Street - wersja limitowana[8]
- Style
- Yeti
- Urban - wersja limitowana 750 sztuk przeznaczona na rynek Wielkiej Brytanii[9]

Standardowe wyposażenie pojazdu obejmuje m.in. system ABS i ESP, elektryczne sterowanie szyb przednich, elektryczne sterowanie lusterek, światła przeciwmgłowe oraz 4 poduszki powietrzne i światła do jazdy dziennej. 
W zależności od wybranej wersji wyposażeniowej przed lub po liftingu pojazd wyposażony może być m.in. w 9 poduszek powietrznych, wielofunkcyjną kierownicę, biksenonowe reflektory, klimatyzację automatyczną lub półautomatyczną, komputer pokładowy czujniki parkowania,  17-calowe alufelgi, skórzaną tapicerkę, podgrzewane przednie fotele oraz system nawigacji satelitarnej z 6,5-calowym ekranem dotykowym, kamerę cofania, tempomat, a także system wspomagający ruszenie pod górę i światła tylne oraz do jazdy dziennej wyposażone w diody LED oraz światła przeciwmgłowe z funkcją doświetlania zakrętów, elektrycznie sterowane panoramiczne okno dachowe, a także asystenta parkowania i elektrycznie sterowany fotel kierowcy, funkcję rozpoznawania zmęczenia kierowcy. 

### Silniki
| Silnik                | Pojemność skokowa [cm³] | Typ silnika        | Moc maksymalna [KM][KW] przy obr./min | Maks. moment obrotowy [Nm] przy obr./min | Przyspieszenie 0-100 km/h [s] | Prędkość maks. [km/h] |                    |                    |                    |
| Silniki benzynowe:    | Silniki benzynowe:      | Silniki benzynowe: | Silniki benzynowe:                    | Silniki benzynowe:                       | Silniki benzynowe:            | Silniki benzynowe:    | Silniki benzynowe: | Silniki benzynowe: | Silniki benzynowe: |
| --------------------- | ----------------------- | ------------------ | ------------------------------------- | ---------------------------------------- | ----------------------------- | --------------------- | ------------------ | ------------------ | ------------------ |
| 1.2 TSI               | 1197                    | R4                 | 110 [81]/4600-5600                    | 175/1400-4000                            | 10,8                          | 181                   |                    |                    |                    |
| 1.4 TSI               | 1390                    | R4                 | 122 (90)/5000                         | 200/1500-4000                            | 10,0                          | 187                   |                    |                    |                    |
| 1.4 TSI               | 1395                    | R4                 | 125 [92]/5000-6000                    | 200/1400-4000                            | 10,0                          | 187                   |                    |                    |                    |
| 1.4 TSI 4x4           | 1395                    | R4                 | 150 [110]/5000-6000                   | 250/1500-3500                            | 8,8                           | 193                   |                    |                    |                    |
| 1.8 TSI               | 1798                    | R4                 | 160/4500                              | 250/1500                                 | 8,4                           | 200                   |                    |                    |                    |
| Silniki wysokoprężne: |                         |                    |                                       |                                          |                               |                       |                    |                    |                    |
| 1.6 TDI CR            | 1598                    | R4                 | 105/4400                              | 250/1500                                 | 12,1                          | 176                   |                    |                    |                    |
| 2.0 TDI CR            | 1968                    | R4                 | 110 [81]/3500                         | 250/1750-3000                            | 11,7                          | 180                   |                    |                    |                    |
| 2.0 TDI CR 4x4        | 1968                    | R4                 | 110 [81]/3500                         | 250/1750-3000                            | 12,2                          | 175                   |                    |                    |                    |
| 2.0 TDI CR            | 1968                    | R4                 | 150 [110]/3500                        | 340/1750-3000                            | 9,0                           | 199                   |                    |                    |                    |
| 2.0 TDI CR 4x4        | 1968                    | R4                 | 150 [110]/3500                        | 340/1750-3000                            | 9,1                           | 193                   |                    |                    |                    |